# Curly coated retriever
Il Curly Coated Retriever è una razza canina di origine britannica riconosciuta dalla FCI (Standard N. 110, Gruppo 8, Sezione 1).
È il più antico dei cani da riporto inglesi. Fisicamente è riconoscibile per il suo manto arricciato che copre tutto il corpo (coda compresa). Molto utilizzato nell'800 oggi gli viene preferito il corrispettivo a pelo liscio, il Flat-Coated Retriever. Il Curly Coated è un eccellente nuotatore che viene impiegato per la caccia all'anatra in terreni paludosi. Robusto e pieno di energia, di carattere indipendente, è a volte poco socievole con altri cani, se non addirittura ostile.